# SV Olbernhau
Die Sportvereinigung Olbernhau ist ein deutscher Fußballverein aus Olbernhau im Erzgebirgskreis. Heimstätte des 261 Mitglieder starken Vereins ist das Stadion an der Blumenauer Straße, welches 4.000 Zuschauern Platz bietet. Der Club ist ein Nachfolgeverein von Stahl Olbernhau.

## Verein

Historisches Logo der BSG Stahl

Die Sportvereinigung Olbernhau entstand im Jahr 1914 aus einer Fusion von Sturm Olbernhau und dem VfB Olbernhau. Auf sportlicher Ebene spielten die Erzgebirger im sächsischen Fußball bis 1945 keine Rolle, etwaige Teilnahmen an den Endrunden zur Mitteldeutschen Meisterschaft oder Gauliga Sachsen fanden nicht statt.
1945 wurde der Club aufgelöst und als SG Olbernhau neu gegründet. Die lose Sportgruppe agierte in der Saison 1948/49 für eine Spielzeit in der Landesliga Sachsen (SBZ), hatte aber im Gegensatz zu den ehemaligen Gauligisten der SG Hartha sowie SG Mittweida keine realistische Chance zum Aufstieg zur neu gegründeten DS-Liga.
Im Anschluss wurde die SG mit dem Einsteigen diverser Trägerbetriebe zunächst in Konsum Olbernhau sowie Empor Olbernhau, ab 1953 in Stahl Olbernhau umbenannt. Sportlich spielten die Sachsen keine Rolle im höherklassigen DDR-Fußball. 1957 stieg Stahl Olbernhau gemeinsam mit Wismut Rodewisch in die damals viertklassige Bezirksliga Karl-Marx-Stadt auf, welche mit kurzzeitigen Unterbrechungen bis 1984 gehalten wurde.
1991 kehrte der Club wieder zu seinem historischen Namen SV Olbernhau zurück. Der SVO agierte zunächst bis 2018 ausnahmslos im erzgebirgischen Lokalbereich. Nach dem Aufstieg aus der Landesklasse West spielte der Verein ab der Saison 2018/19 erstmals nach der deutschen Wiedervereinigung in der Sachsenliga (6. Liga). Nach nur neun Spieltagen erfolgte die Abmeldung des Vereins vom Spielbetrieb. Zur Saison 2019/20 startete der Verein neu in der Sparkassen-Kreisliga Erzgebirge Staffel Ost.

## Statistik
- Teilnahme Landesliga Sachsen (SBZ): 1948/49
- Teilnahme Bezirksliga Karl-Marx-Stadt: 1957 bis 1962/63, 1964/65 bis 1968/69, 1974/75, 1981/82, 1983/84

## Personen
- Rudi Leber
- Hans Richter